# 刘善村
刘善村是中国山西省晋城市阳城县润城镇的一个村。
2016年12月9日，刘善村公布为第六批中国传统村落。
2023年9月15日，刘善村已公布为第六批山西省历史文化名村 。